# Michael McIndoe
Michael McIndoe, (född den 2 december 1979 i Edinburgh,) är en skotsk före detta fotbollsspelare som senast spelade i Coventry City.

## Klubbar
- Milton Keynes Dons FC November 2010 - Januari 2011 (lån)
- Coventry City FC Augusti 2009 - Maj 2011
- Bristol City FC Juli 2007 - Augusti 2009
- Wolverhampton Wanderers FC 070101 - Juli 2007
- Wolverhampton Wanderers FC lån 061123 –061231
- Barnsley FC 060713 - 070101
- Derby County FC lån 060308 – 060501
- Doncaster Rovers FC 030804 – 060713
- Yeovil Town FC 010101 – 030804
- Hereford United FC 000701 – 010101
- Luton Town FC 980801 – 000701